# Cunningham (nautica)

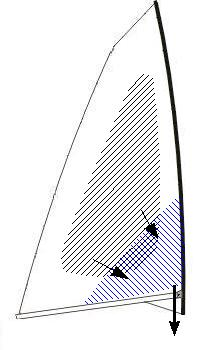
Azione del Cunnigham sulla vela

Nella navigazione a vela, il cunningham è un tipo di caricabasso usato su una barca a vela bermudiana per modificare il grasso della vela. Prende il nome dall'inventore, Briggs Cunningham, un armatore vincitore di una  Coppa America, che era costruttore e velista, così come appassionato pilota di automobili da corsa.
Il Columbia, un yacht di classe 12 metri S.I., fu condotto alla vittoria da Cunningham nella sfida di Coppa America del 1958.

## Descrizione
Il sistema solitamente consiste di una cima che è assicurata ad un'estremità all'albero o al boma sotto il piede della randa; quindi è passata attraverso un occhiello nell'inferitura della vela vicino all'angolo di mura, quindi è condotta giù dall'altro lato ad un punto di fissaggio sull'albero, sul boma o sulla coperta.

### Regolazioni
La tensione della ralinga è ottenuta dalla regolazione combinata di drizza e cunningham. La tensione applicata, spostando il tessuto, consente di spostare il punto massimo di concavità della vela, chiamato "grasso della vela", migliorandone così l'efficacia.
Il vantaggio primario di registrazione tramite il cunningham è la velocità e la facilità con cui la tensione può essere cambiata in navigazione e in regata. 
 
Si tratta di un controllo fine che è usato più frequentemente in regata che nella navigazione da diporto